# Болеро (фильм, 1984)
«Болеро» (англ. Bolero) — эротическая кинодрама режиссёра Джона Дерека.

## Сюжет
«Болеро» Равеля во время утомительной сцены любви! 1926 год. Наследница Макгилвари, окончив колледж, пытается познать смысл секса. Помогает ей в этом красавец-тореадор Анхел. Красавицу похищает некий арабский шейх, но девушка от него убегает. В главной роли снялась Бо Дерек — четвёртая по счёту супруга 56-летнего режиссёра Джона Дерека. Разница в возрасте между Бо и Джоном — 33 года.

## В ролях
- Бо Дерек — Эйри Макгилвери
- Джордж Кеннеди — Коттон Грей
- Андреа Окиппинти — Анхел Контрерас
- Анна Обрегон — Каталина Терри
- Оливия Д’Або — Палома
- Грег Бенсен — Шейх

Фильм получил премию «Золотая малина» как худший фильм года.